# Listracanthus
Listracanthus es un género extinto de peces cartilaginosos del orden Eugeneodontiformes que está relacionado con el Edestus. Son conocidos principalmente por sus enormes dentículos parecidos a plumas, que miden hasta 10 cm de longitud. Los dentículos principales se encontraban en la columna vertebral, con espinas secundarias que emanaban de la piel, como una pluma o un peine. Listracanthus apareció por primera vez en los estratos a finales del Carbonífero en América del Norte, y eventualmente desapareció del registro fósil algún momento durante el Triásico Superior, por lo que es uno de los géneros con vida más largos en la familia Edestidae.
La apariencia de estos tiburones es en gran parte desconocida. Sin embargo, el autor e ilustrador Ray Troll menciona en su libro Sharkabet, acerca de cómo el paleontólogo Rainer Zangerl una vez descubrió una gran pizarra de piedra que contenía una gran lámina, similar a una anguila cubierta de plumas, la columna vertebral era similar a un grupo de dentículos, sólo para que esta se secara y se desmoronará en polvo. Como tal, según relata Zangerl Troll, el Listracanthus reconstruido se asemejaría a un tiburón con plumas.